# Berghia rissodominguezi
Berghia rissodominguezi is een slakkensoort uit de familie van de Aeolidiidae. De wetenschappelijke naam van de soort is voor het eerst geldig gepubliceerd in 1999 door Muniain & Ortea.